# Região Geográfica Imediata de Rio Claro
A Região Geográfica Imediata de Rio Claro é uma das 53 regiões imediatas do estado brasileiro de São Paulo, uma das onze regiões imediatas que compõem a Região Geográfica Intermediária de Campinas e uma das 509 regiões imediatas no Brasil, criadas pelo IBGE em 2017.
É composta por cinco municípios, tendo uma população estimada pelo IBGE para 1.º de julho de 2017, de 244 665 habitantes e uma área total de 1 391,298 km².
Seus municípios fazem parte da Aglomeração Urbana de Piracicaba.

## Municípios
Fonte: IBGE – Cidades
| Município       | População Estimada (2017) | Área (km²) |
| --------------- | ------------------------- | ---------- |
| Analândia       | 4 845                     | 325,953    |
| Corumbataí      | 4 054                     | 278,622    |
| Ipeúna          | 7 177                     | 190,010    |
| Rio Claro       | 202 952                   | 498,422    |
| Santa Gertrudes | 25 367                    | 98,291     |
| Total           | 244 665                   | 1 391,298  |